# Luis Rondan
Luis Rondan Rea (Lima, Perú, 15 de marzo de 1997) es un futbolista peruano y actualmente está sin equipo.

## Trayectoria
Luis Rondan llegó a España a los 12 años de edad con la compañía de sus padres y hermanos por un mejor futuro. A esa edad entró al CD Bosco, un equipo de la ciudad León (España), ahí fue donde Luis dio sus primeros pasos en el fútbol. A los 14 años debutó, a mitad de la liga, en la categoría cadete teniendo grandes actuaciones que lo llevaron a ser incluido en la lista de convocados para disputar la Copa Coca-Cola. En dicho torneo Luis no defraudó y anotó 2 goles y también dio 2 asistencias, siendo una de las figuras de su equipo y del torneo, a pesar de ser eliminado en cuartos de final 3 - 2 por CD Cerecedo.

## CD Leon CF
A pesar de no ganar la Copa Coca-Cola, Luis Rondan era observado por diferentes equipos de la ciudad y, a sus 15 años, fichó por el CD Leon CF donde se encuentra actualmente, en la primera Temporada(2011/2012) , con su nuevo equipo, marcó donde 9 goles y dio 16 asistencias. En la siguiente Temporada (2012/2013) el entrenador le dio otras responsabilidades ya no de goleador si no más de asistidor, Luis no lo hizo nada mal terminando la temporada con 3 goles y con 20 asistencias siendo el máximo asistidor de la temporada. Al finalizar la temporada su equipo jugó unos cuantos amistoso el primero con el Sporting de Gijón C ganándolo con un categórico 6 - 1 con 2 asistencias de Luis y contra el AC Milan Cat.97 derrotándolo 6 - 4 con gol y asistencia de Luis, fue elegido la figura de dicho encuentro.

## C.D. Bosco
A mediados del 2013 regresó al equipo que vio sus primeros pasos en El C.D. Bosco no la pasaba bien en la liga siendo último con 4 puntos en 18 partidos jugados. A pesar de ello, Luis Rondan, seguía teniendo buenas actuaciones.

## Clubes
| Club       | País   | Año       |
| ---------- | ------ | --------- |
| CD Leon CF | España | 2011-2013 |
| C.D. Bosco | España | 2013      |